# Feliks Jaroński (filozof)
Feliks Jaroński, ps. i krypt.: F. N. J.; Przychylny rodak F... N... J... (ur. 6 czerwca 1777 w majątku Kozłów w Radomskiem, zm. 27 grudnia 1827 w Olesznie) – duchowny, filozof, teolog, pisarz i kaznodzieja.

## Życiorys
Urodził się w Kozłowie jako syn Marcina i Franciszki z Kroczewskich. Uczył się w kolegium pijarskim w Krakowie i studiował teologię w Szkole Głównej w Krakowie. W druku debiutował w roku 1800 pracą kaznodziejską. Od około 1804 był proboszczem w Olesznie w dziekanacie włoszczowskim, następnie kanonikiem kurzelowskim, sekretarzem i kanclerzem konsystorza w Kielcach, potem w Krakowie, gdzie objął obowiązki proboszcza w kościele Wszystkich Świętych. W roku 1809 ogłasza wiersze patriotyczne w Gazecie Korespondenta Warszawskiego (pod ps. „F. N. J. oraz F... N... J... Przychylny Rodak”) i podjął starania o Katedrę Prawa Kościelnego, Teologii Moralnej, Fizyki, Matematyki lub Wymowy w Szkole Głównej Krakowskiej, otrzymał jednak 1 kwietnia 1810 Katedrę Filozofii Spekulatywnej (początkowo jako zastępca profesora, a od 20 grudnia na stanowisku profesora zwyczajnego); wkrótce potem uzyskał stopień doktora teologii (30 sierpnia 1810) i doktora filozofii (12 października 1811). Angażował się w organizacyjne i naukowe działania Akademii, był przez kilka miesięcy sekretarzem Szkoły, wykładał teologię, przez rok był sekretarzem Dozoru Szkolnego, uczestniczył w pracach nad Kodeksem Napoleona, interesował się także historią Kościoła; prace swe zamieszczał w periodyku uniwersyteckim Miscellanea Cracoviensia (1814–1815), utwory okolicznościowe zaś w Gazecie Krakowskiej (1816). Dobre stosunki z władzami uniwersyteckimi po roku 1813 zaczęły się pogarszać (popadł w niełaskę Komisji Edukacji Publicznej); zarzucano mu nieprzestrzeganie przepisów uniwersyteckich i nietolerancję religijną. W roku 1816 sprzeciwiał się oddaniu przez senat uniwersytecki i konsystorz krakowski kościoła św. Marcina protestantom, za co Komisja Organizacyjna Trzech Dworów zawiesiła go od stycznia roku 1817 w czynnościach profesora (postawiono mu również zarzuty osobiste), a konsystorz zakazał mu wygłaszania kazań i pozbawił probostwa w kościele Wszystkich Świętych. Na swe ponawiane odwołania nie otrzymał żadnej odpowiedzi, odszedł więc z poczuciem krzywdy. W roku 1819 ubiegał się o profesurę filozofii lub teologii dogmatycznej na Uniwersytecie Warszawskim, a w roku 1820 o profesurę teologii na Uniwersytecie Krakowskim; bez powodzenia. Od roku 1819 uczył teologii w Seminarium Duchownym w Kielcach. Pod koniec życia wrócił na probostwo w Olesznie. Jako filozof uchodził za jednego z pierwszych w Polsce zwolenników i popularyzatorów Immanuela Kanta. Zmarł 26 grudnia roku 1827.
Był bratem Józefa, sędziego Trybunału Cywilnego w Kielcach i Sądu Apelacyjnego w Warszawie, którego synem był pianista i kompozytor Feliks Jaroński, którego z kolei synami byli: skrzypek Mieczysław Jaroński, prawnik i polityk Wiktor Jaroński oraz wiolonczelista i śpiewak Stanisław Jaroński.

## Twórczość
1. Kazanie na dzień Niepokalanego Poczęcia Najświętszej Marii Panny, miane w Kościele Kolegiaty łowickiej, brak miejsca wydania 1800.
2. Kazanie pewnego Polaka na dzień Zesłania Ducha Świętego, miane w Krakowie 1802 r. (Kraków 1802), wyd. następne: Kazanie teologa Polaka do filozofów, zobacz: poz. 5.
3. Mowa na dzień obchodu imienia Najjaśniejszego Fryderyka Augusta, króla saskiego, książęcia warszawskiego, Kraków 1810.
4. Jakiej filozofii Polacy potrzebują? Rozprawa na publicznym posiedzeniu Akademii Krakowskiej, dla obchodu pamiątki traktatu w Wiedniu 1809 zawartego i upamiętnienia wolności handlowej miasta Krakowa, dnia 15 października r. 1810 zebranym czytana, Kraków 1810.
5. O filozofii, cz. 1: Wiadomość o filozofii w powszechności; cz. 2: Logika; cz. 3: Przypisy i objaśnienia do logiki; Kraków 1812; w cz. 1 (s. LXXXVIII-CXXIV) przedrukowano poz. 2; cz. 2 ułożona według G. E. Wentzel: Elementa philosophiae methodo critica adornata, Linz 1807.
6. „De Michaële Vratislaviensi diatribe”, Miscellaneorum Cracoviensium fasciculus I (1814); Addenda; Miscellaneorum Cracoviensium fasciculus II (1815); odb.
7. „RR. PP. Josephi Frabronii, Justi Rabi et Petri Skargae S. J. vitae e necrologo Domus ad S. Barbaram Cracoviae, cum inscriptione, quae in stanneo Petri Skargae loculo in Basilica ad S. Petrum et Paulum reperitur”, Miscellaneorum Cracoviensium fasciculus II (1815).
8. De Friderico Wilhelmo III, rege Borussiae, Thermarum Carolinarum aquas bibente, Cracoviam reversurus Polonus... publ. memori pectore cecinit die 26 Aug. a. 1816, brak miejsca i roku wydania.
9. Die 24/12 Decemb. 1819, quae est quadragesima tertia natalis augustiss. ac potentissimi Alexandri I omnium Rossiarum authocratoris, Poloniae regis etc., presbyter Polonus natus 6 Junii 1777 ita procatur, Kielce 1819.
10. Bracia! Polacy! (wiersz), Kraków prawdopodobnie 1819 (podpisany krypt. F. N. J.).
11. „De arte moriendi, opusculo altero manuscripto, ineditoque, altero xylographico et saepe evulgato. Primus auctor Mattheus de Cracovia”, Miscellanea Cracoviensia Nova 1829, s. 45–63 (ogł. anonimowo; autorstwo Jarońskiego według przypuszczeń A. Kadler).

Według P. Chmielowskiego, 2 (według S. Harasska 1) prace o Kancie zamieszczone w Kalendarzyku kieszonkowym, Kraków 1802, są autorstwa Jarońskiego. Drobne utwory ogłaszał w dodatku do Gazety Krakowskiej (tu m.in.: „Mowa podczas pogrzebu J. R. Czerwiakowskiego” 1816, nr 56). W rękopisie Biblioteki Jagiellońskiej, sygn. 6909 IV, zachowana została X. F. Jarońskiego mowa z powodu pogrzebu śp. Karola Surowieckiego w Warszawie d. 11 maja 1824 r. (kopia).

## Listy i materiały
1. Do Komisji Wyznań i Oświecenia z 1 września 1819, wyd. T. Wierzbowski w: Materiały do dziejów piśmiennictwa polskiego, t. 2, Warszawa 1904
2. Filozofia praktyczna i metafizyka obyczajów, czyli moralna czysta, 1812, notaty z wykładów, według przypuszczeń A. Kadler, Jarońskiego, rękopis: Biblioteka Jagiellońska, sygn. 5164.